# Australian Open-mesterskabet i damedouble 2021
Australian Open-mesterskabet i damedouble 2021 var den 95. turnering om Australian Open-mesterskabet i damedouble. Turneringen var en del af Australian Open 2021 og blev spillet i Melbourne Park i Melbourne, Victoria, Australien i perioden 10. - 19. februar 2021.
Mesterskabet blev vundet af det andetseedede par, Elise Mertens og Aryna Sabalenka, som i finalen besejrede tredjeseedede Barbora Krejčíková og Kateřina Siniaková med 6-2, 6-3 på 79 minutter, og som dermed vandt titlen for første gang. Det var karrierens anden grand slam-titel for både Mertens og Sabalenka, der også vandt deres første titel sammen, da de triumferede ved US Open 2019.
Resultaterne ved Australian Open medførte, at Mertens og Sabalenka efter turneringen overtog førstepladsen på WTA's verdensrangliste i double fra Hsieh Su-Wei, der som topseedet sammen med Barbora Strýcová tabte allerede i anden runde . De to spillere havde ikke tidligere været på førstepladsen på ranglisten.
Krejčíková og Siniaková var i deres tredje grand slam-finale i damedouble som makkere, men det var første gang, at de måtte forlade slutkampen i taberens rolle efter at de havde vundet de to første finaler ved French Open 2018 og Wimbledon 2018. Kateřina Siniaková havde derudover også tidligere US Open-finalen i 2017, som hun tabte med Lucie Hradecká ved sin side.
Tímea Babos og Kristina Mladenovic var forsvarende mestre men forsvarede ikke deres titel, eftersom Mladenovic meldte afbud til mesterskabet pga. en benskade.

## Pengepræmier og ranglistepoint
Den samlede præmiesum til spillerne i damedouble androg A$ 3.980.000 (ekskl. per diem), hvilket var en stigning på 2,5 % i forhold til året før.
| Resultat               | Pengepræmier | Pengepræmier | Ændring ift. 2020 | WTA-point |
| Resultat               | Pr. par      | Total        | Ændring ift. 2020 | WTA-point |
| ---------------------- | ------------ | ------------ | ----------------- | --------- |
| Vindere (1)            | A$ 600.000   | A$ 600.000   | −21,1 %           | 2.000     |
| Finalister (1)         | A$ 340.000   | A$ 340.000   | −10,5 %           | 1.300     |
| Semifinalister (2)     | A$ 200.000   | A$ 400.000   | 0 %               | 780       |
| Kvartfinalister (4)    | A$ 110.000   | A$ 440.000   | 0 %               | 430       |
| Tabere i 3. runde (8)  | A$ 65.000    | A$ 520.000   | +4,8 %            | 240       |
| Tabere i 2. runde (16) | A$ 45.000    | A$ 720.000   | +18,4 %           | 130       |
| Tabere i 1. runde (32) | A$ 30.000    | A$ 960.000   | +20,0 %           | 10        |
| Samlet præmiesum       | -            | A$ 3.980.000 | +2,5 %            | -         |

## Turnering

### Deltagere
Turneringen havde deltagelse af 64 par, der var fordelt på:
- 57 direkte kvalificerede par i form af deres ranglisteplacering.
- 7 par, der havde modtaget et wildcard.

#### Seedede par
De 16 bedst placerede af parrene på WTA's verdensrangliste blev seedet:
| Seedning | Rangering | Rangering | Par                                      | Resultat      |
| Seedning | Sum       | Ind.      | Par                                      | Resultat      |
| -------- | --------- | --------- | ---------------------------------------- | ------------- |
| 1        | 3         | 1 2       | Hsieh Su-Wei Barbora Strýcová            | Anden runde   |
| 2        | 11        | 6 5       | Elise Mertens Aryna Sabalenka            | Mester        |
| 3        | 15        | 7 8       | Barbora Krejčíková Kateřina Siniaková    | Finalist      |
| 4        | 23        | 11 12     | Nicole Melichar Demi Schuurs             | Semifinalist  |
| 5        | 30        | 15        | Chan Hao-Ching Latisha Chan              | Første runde  |
| 6        | 32        | 10 22     | Gabriela Dabrowski Bethanie Mattek-Sands | Anden runde   |
| 7        | 38        | 18 20     | Shuko Aoyama Ena Shibahara               | Kvartfinalist |
| 8        | 47        | 19 28     | Duan Yingying Zheng Saisai               | Første runde  |
| 9        | 51        | 26 25     | Alexa Guarachi Desirae Krawczyk          | Tredje runde  |
| 10       | 60        | 33 27     | Samantha Stosur Zhang Shuai              | Første runde  |
| 11       | 64        | 9 55      | Xu Yifan Yang Zhaoxuan                   | Anden runde   |
| 12       | 64        | 34 30     | Hayley Carter Luisa Stefani              | Tredje runde  |
| 13       | 67        | 46 21     | Ljudmyla Kitjenok Jeļena Ostapenko       | Tredje runde  |
| 14       | 72        | 32 40     | Kirsten Flipkens Andreja Klepač          | Anden runde   |
| 15       | 75        | 51 24     | Anna Blinkova Veronika Kudermetova       | Første runde  |
| 16       | 75        | 38 37     | Laura Siegemund Vera Zvonarjova          | Tredje runde  |

#### Wildcards
Syv par modtog et wildcard til turneringen.
| Rangering | Rangering | Par                                    | Resultat     |
| Sum       | Ind.      | Par                                    | Resultat     |
| --------- | --------- | -------------------------------------- | ------------ |
| 358       | 247 111   | Destanee Aiava Astra Sharma            | Første runde |
| 441       | 235 206   | Lizette Cabrera Maddison Inglis        | Anden runde  |
| 784       | 624 160   | Kimberly Birrell Jaimee Fourlis        | Første runde |
| 802       | 284 518   | Abbie Myers Ivana Popovic              | Første runde |
| -         | - 47      | Daria Gavrilova Ellen Perez            | Første runde |
| -         | 137 -     | Simona Halep Charlotte Kempenaers-Pocz | Første runde |
| -         | - 303     | Olivia Gadecki Belinda Woolcock        | Anden runde  |

### Resultater

#### Kvartfinaler, semifinaler og finale
| Darija Jurak    |
| Nina Stojanović |

| Aleksandra Krunić |
| Martina Trevisan  |

| Darija Jurak    |
| Nina Stojanović |

| Barbora Krejčíková |
| Kateřina Siniaková |

| Barbora Krejčíková |
| Kateřina Siniaková |

| Sharon Fichman |
| Giuliana Olmos |

| Barbora Krejčíková |
| Kateřina Siniaková |

| Cori Gauff   |
| Caty McNally |

| Elise Mertens   |
| Aryna Sabalenka |

| Nicole Melichar |
| Demi Schuurs    |

| Nicole Melichar |
| Demi Schuurs    |

| Shuko Aoyama  |
| Ena Shibahara |

| Elise Mertens   |
| Aryna Sabalenka |

| Elise Mertens   |
| Aryna Sabalenka |

#### Første, anden og tredje runde
| Hsieh Su-Wei     |
| Barbora Strýcová |

| Destanee Aiava |
| Astra Sharma   |

| Hsieh Su-Wei     |
| Barbora Strýcová |

| Darija Jurak    |
| Nina Stojanović |

| Darija Jurak    |
| Nina Stojanović |

| Irina-Camelia Begu |
| Nadia Podoroska    |

| Darija Jurak    |
| Nina Stojanović |

| Aliona Bolsova  |
| Jasmine Paolini |

| Aliona Bolsova  |
| Jasmine Paolini |

| Darja Kasatkina |
| Anett Kontaveit |

| Aliona Bolsova  |
| Jasmine Paolini |

| Georgina García Pérez |
| Oksana Kalasjnikova   |

| Kirsten Flipkens |
| Andreja Klepač   |

| Kirsten Flipkens |
| Andreja Klepač   |

| Xu Yifan      |
| Yang Zhaoxuan |

| A. Pavljutjenkova    |
| Anastasija Sevastova |

| Xu Yifan      |
| Yang Zhaoxuan |

| Anna Kalinskaja  |
| Viktória Kužmová |

| Anna Kalinskaja  |
| Viktória Kužmová |

| Zarina Dijas      |
| Julija Putintseva |

| Anna Kalinskaja  |
| Viktória Kužmová |

| Marta Kostjuk         |
| Aljaksandra Sasnovitj |

| Aleksandra Krunić |
| Martina Trevisan  |

| Mona Barthel |
| Zhu Lin      |

| Mona Barthel |
| Zhu Lin      |

| Aleksandra Krunić |
| Martina Trevisan  |

| Aleksandra Krunić |
| Martina Trevisan  |

| Duan Yingying |
| Zheng Saisai  |

| Barbora Krejčíková |
| Kateřina Siniaková |

| Ana Bogdan       |
| Rebecca Peterson |

| Barbora Krejčíková |
| Kateřina Siniaková |

| Daria Gavrilova |
| Ellen Perez     |

| Ons Jabeur       |
| Christina McHale |

| Ons Jabeur       |
| Christina McHale |

| Barbora Krejčíková |
| Kateřina Siniaková |

| Arantxa Rus     |
| Tamara Zidanšek |

| Bernarda Pera        |
| Rosalie van der Hoek |

| Alison Riske     |
| Ajla Tomljanović |

| Arantxa Rus     |
| Tamara Zidanšek |

| Bernarda Pera        |
| Rosalie van der Hoek |

| Bernarda Pera        |
| Rosalie van der Hoek |

| Anna Blinkova        |
| Veronika Kudermetova |

| Samantha Stosur |
| Zhang Shuai     |

| Leylah Annie Fernandez |
| Heather Watson         |

| Leylah Annie Fernandez |
| Heather Watson         |

| Olivia Gadecki   |
| Belinda Woolcock |

| Olivia Gadecki   |
| Belinda Woolcock |

| Mihaela Buzărnescu |
| Ankita Raina       |

| Leylah Annie Fernandez |
| Heather Watson         |

| Jekaterina Aleksandrova |
| Jana Sizikova           |

| Sharon Fichman |
| Giuliana Olmos |

| Lucie Hradecká    |
| Kristýna Plíšková |

| Lucie Hradecká    |
| Kristýna Plíšková |

| Sharon Fichman |
| Giuliana Olmos |

| Sharon Fichman |
| Giuliana Olmos |

| Chan Hao-Ching |
| Latisha Chan   |

| Gabriela Dabrowski    |
| Bethanie Mattek-Sands |

| Lara Arruabarrena |
| Kaitlyn Christian |

| Gabriela Dabrowski    |
| Bethanie Mattek-Sands |

| Caroline Dolehide |
| Shelby Rogers     |

| Cori Gauff   |
| Caty McNally |

| Cori Gauff   |
| Caty McNally |

| Cori Gauff   |
| Caty McNally |

| Simona Halep       |
| C. Kempenaers-Pocz |

| Alexa Guarachi   |
| Desirae Krawczyk |

| Arina Rodionova |
| Storm Sanders   |

| Arina Rodionova |
| Storm Sanders   |

| Belinda Bencic |
| Sofia Kenin    |

| Alexa Guarachi   |
| Desirae Krawczyk |

| Alexa Guarachi   |
| Desirae Krawczyk |

| Ljudmyla Kitjenok |
| Jeļena Ostapenko  |

| Makoto Ninomiya    |
| Sabrina Santamaria |

| Ljudmyla Kitjenok |
| Jeļena Ostapenko  |

| Andreea Mitu |
| Raluca Olaru |

| Andreea Mitu |
| Raluca Olaru |

| Monica Niculescu   |
| Patricia Maria Țig |

| Ljudmyla Kitjenok |
| Jeļena Ostapenko  |

| Vera Lapko          |
| Markéta Vondroušová |

| Nicole Melichar |
| Demi Schuurs    |

| Madison Brengle |
| Lauren Davis    |

| Vera Lapko          |
| Markéta Vondroušová |

| Fiona Ferro   |
| Jil Teichmann |

| Nicole Melichar |
| Demi Schuurs    |

| Nicole Melichar |
| Demi Schuurs    |

| Shuko Aoyama  |
| Ena Shabahara |

| Asia Muhammad  |
| Jessica Pegula |

| Shuko Aoyama  |
| Ena Shabahara |

| Lizette Cabrera |
| Maddison Inglis |

| Lizette Cabrera |
| Maddison Inglis |

| Renata Voráčová |
| Wang Yafan      |

| Shuko Aoyama  |
| Ena Shabahara |

| Paula Badosa  |
| Danka Kovinić |

| Hayley Carter |
| Luisa Stefani |

| Misaki Doi |
| Nao Hibino |

| Paula Badosa  |
| Danka Kovinić |

| Jelena Rybakina    |
| Jaroslava Sjvedova |

| Hayley Carter |
| Luisa Stefani |

| Hayley Carter |
| Luisa Stefani |

| Laura Siegemund |
| Vera Zvonarjova |

| Kimberly Birrell |
| Jaimee Fourlis   |

| Laura Siegemund |
| Vera Zvonarjova |

| Kateryna Bondarenko |
| Nadiia Kitjenok     |

| Kateryna Bondarenko |
| Nadiia Kitjenok     |

| Marie Bouzková      |
| Sara Sorribes Tormo |

| Laura Siegemund |
| Vera Zvonarjova |

| Ashleigh Barty |
| Jennifer Brady |

| Elise Mertens   |
| Aryna Sabalenka |

| Abbie Myers   |
| Ivana Popovic |

| Ashleigh Barty |
| Jennifer Brady |

| Cornelia Lister     |
| Alison Van Uytvanck |

| Elise Mertens   |
| Aryna Sabalenka |

| Elise Mertens   |
| Aryna Sabalenka |